# Halsbach (Freiberg)
Halsbach ist ein Stadtteil der Großen Kreisstadt Freiberg im Landkreis Mittelsachsen (Freistaat Sachsen). Er wurde am 1. Januar 1979 eingemeindet.

## Geografie

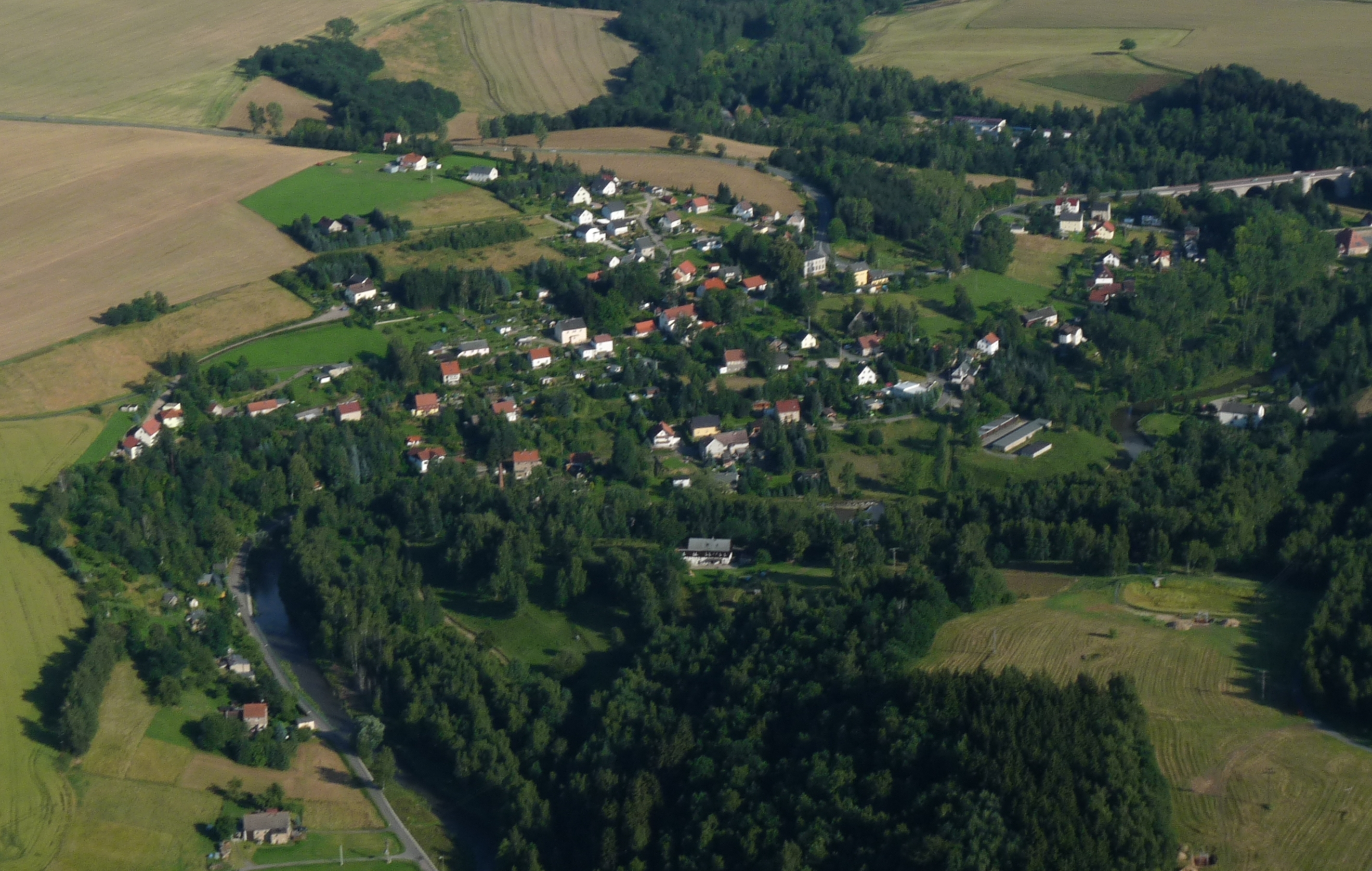
Luftaufnahme von Halsbach

### Lage
Halsbach ist der östlichste Ortsteil der Stadt Freiberg. Er liegt im Osterzgebirge am östlichen Ufer der Freiberger Mulde. Zu Halsbach gehören die Gemeindeteile Neuhilbersdorf in der südlichen Ortsflur und Kreuzermark in der östlichen Ortsflur.

### Nachbarorte
| Tuttendorf                                                           | Conradsdorf, Falkenberg                     | Naundorf    |
| Freiberg, Stadtteil Freiberg-Ost (Stadtviertel Himmelfahrter Revier) | Kompassrose, die auf Nachbargemeinden zeigt |             |
|                                                                      | Freiberg, Industriegebiet Muldenhütten      | Hilbersdorf |

## Geschichte

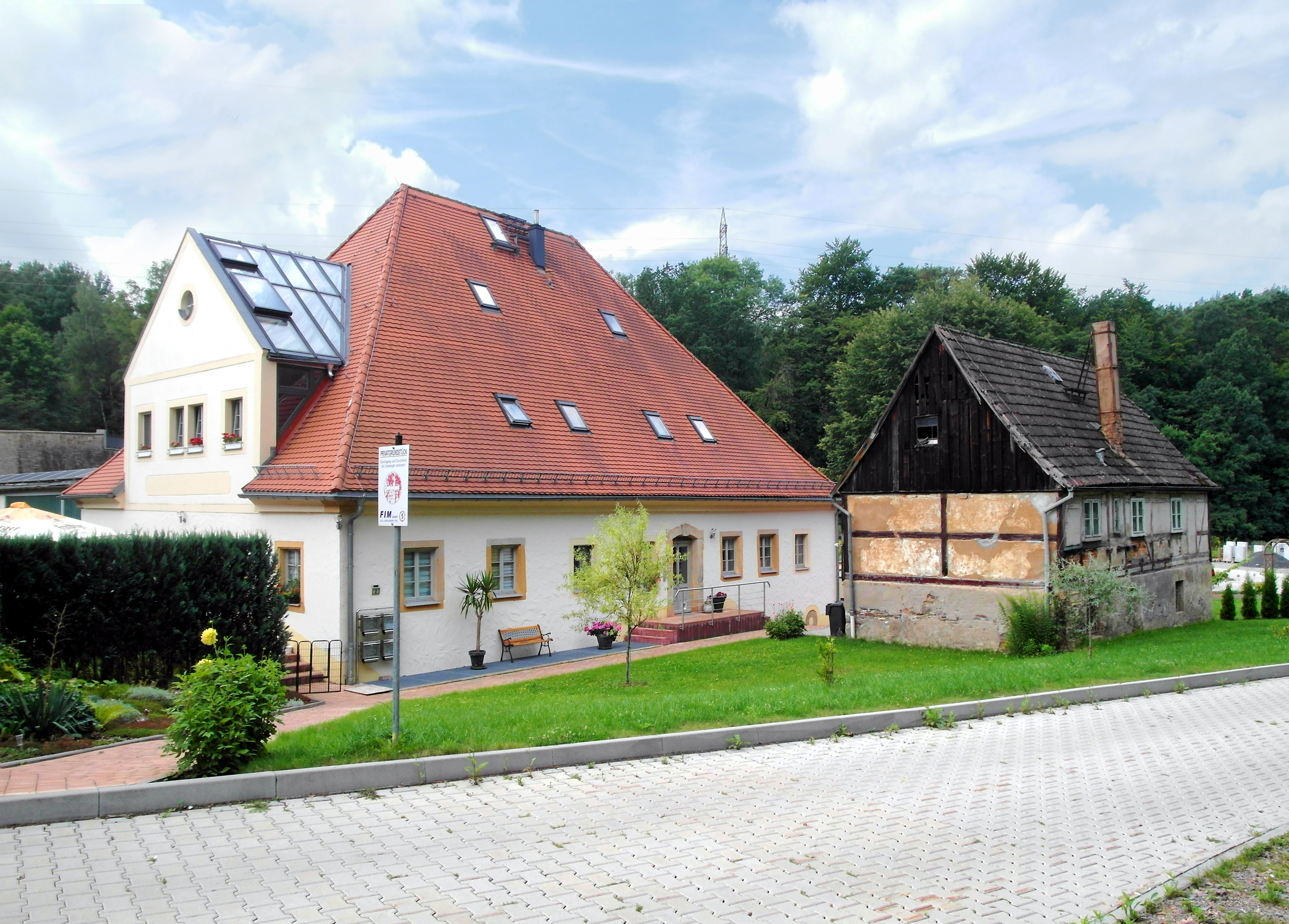
Hammermühle Halsbach

Halsbach wurde im Jahr 1294 als „Habichsbach“ erwähnt. Der Ort blühte zur Zeit des Bergbaus in Freiberg auf. Halsbach ist eine Streusiedlung und seine Lage an der Freiberger Mulde begünstigten ihn später als Industriegebiet. Die Grundherrschaft über Halsbach lag bis ins 19. Jahrhundert beim Rittergut Halsbach. Halsbach gehörte bis 1856 zum kursächsischen bzw. königlich-sächsischen Kreisamt Freiberg. 1856 wurde Halsbach dem Gerichtsamt Freiberg und 1875 der Amtshauptmannschaft Freiberg angegliedert.
Durch die zweite Kreisreform in der DDR kam Halsbach im Jahr 1952 zum Kreis Freiberg im Bezirk Chemnitz (1953 in Bezirk Karl-Marx-Stadt umbenannt), der ab 1990 als sächsischer Landkreis Freiberg fortgeführt wurde und 2008 im Landkreis Mittelsachsen aufging.
Am 1. Januar 1979 wurde Halsbach nach Freiberg eingemeindet. Er bildet seitdem dem östlichsten Stadtteil Freibergs.

## Verkehr
Im Süden von Halsbach verläuft die Bundesstraße 173. Es besteht eine Busverbindung mit dem Zentrum Freibergs.

## Wirtschaft

### Arten der Industrie
Die in Halsbach angesiedelte Industrie bestand zum größten Teil aus Erzschmelzen, die das Erz, das im Freiberger Revier abgebaut wurde, weiter verarbeiteten. Weiter gab es noch Erzwäschen, die das Gestein nach dem Abbau für die Schmelzen zerkleinerten. Wichtig waren auch mehrere Flözstände, die die Hütten mit Kohle versorgten.

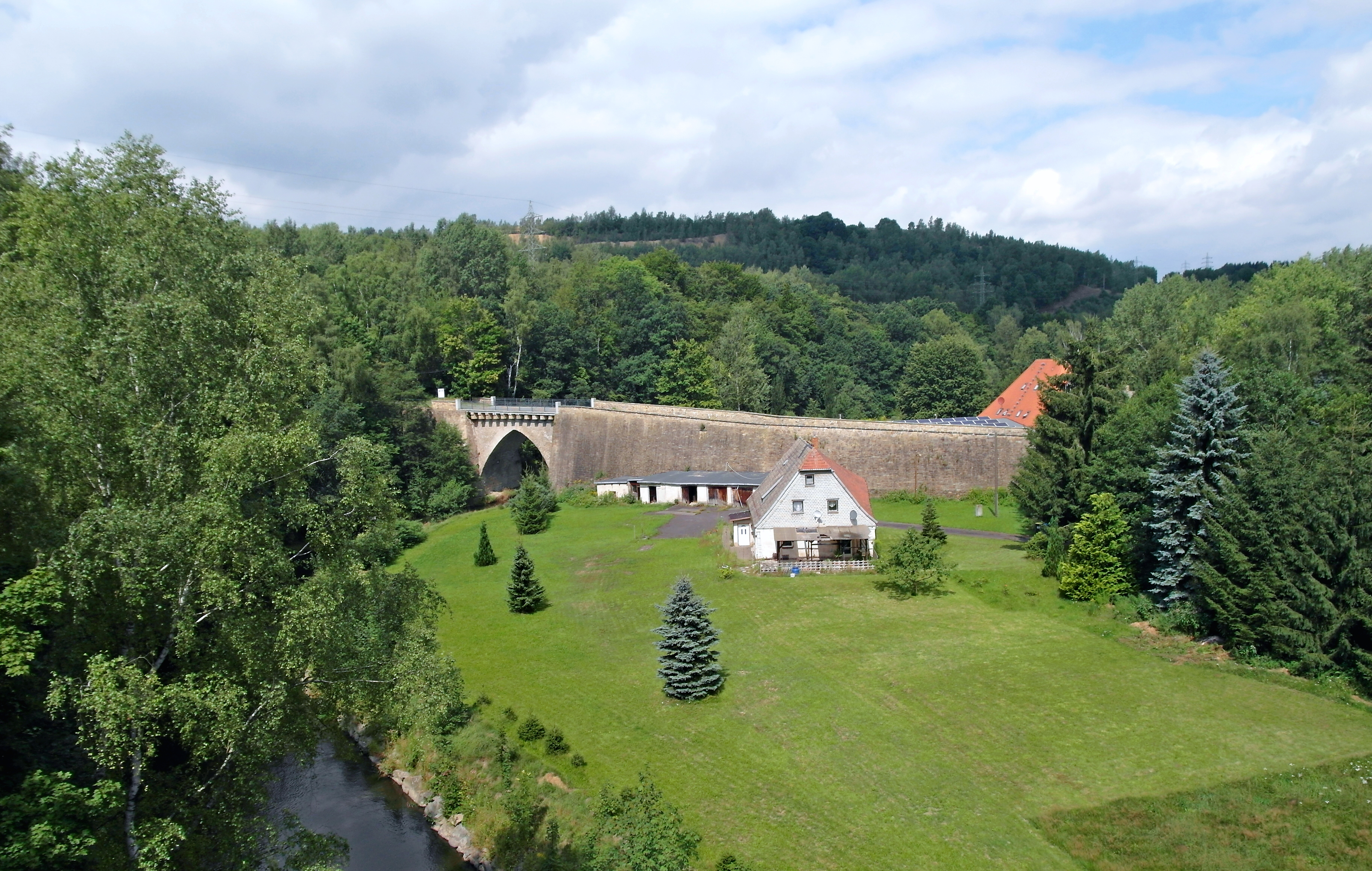
Hammerbrücke Halsbach

### Heutige Bedeutung

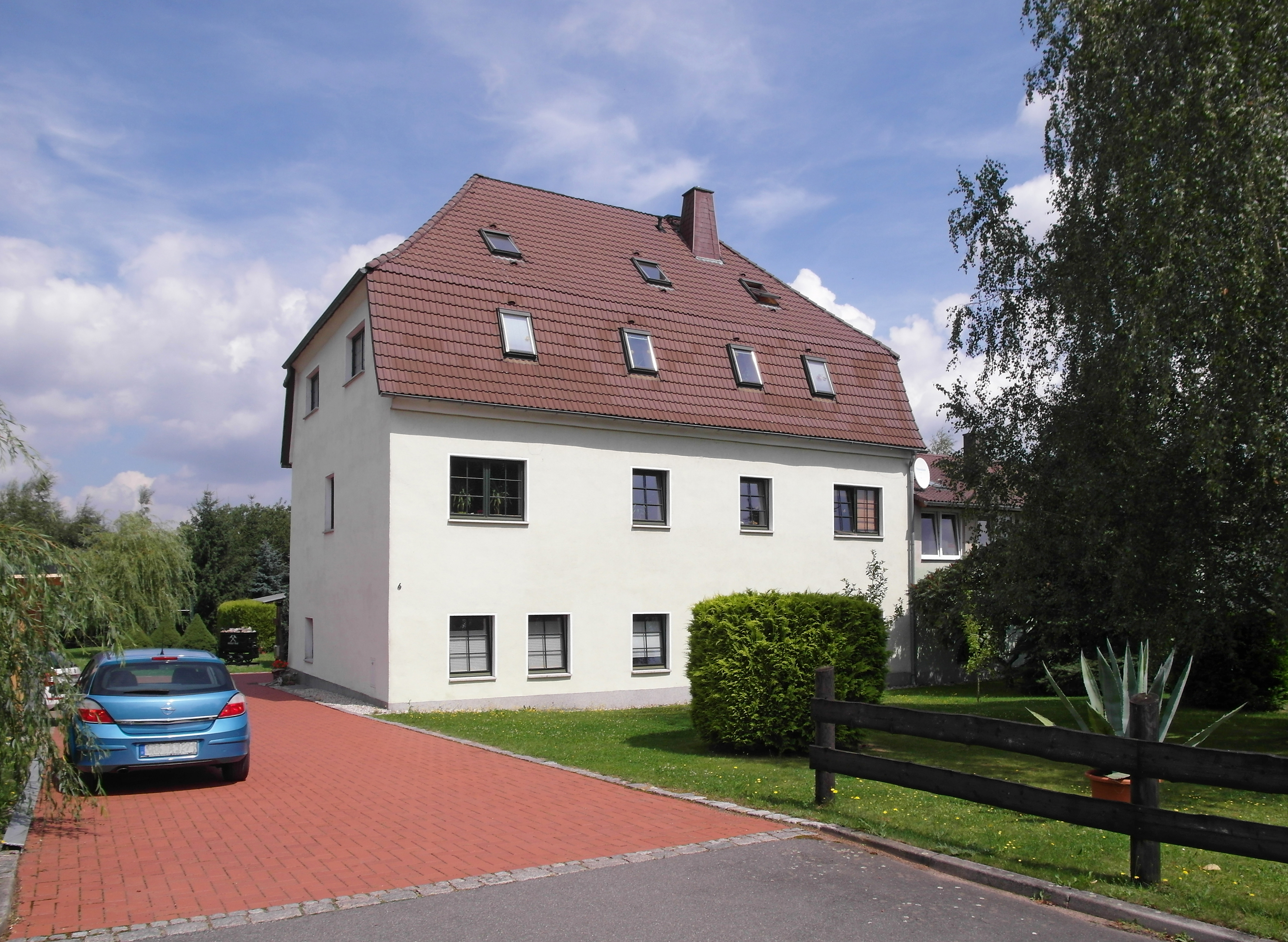
Ehem. Rittergut Halsbach Kreuzermark

Halsbach bildet heute nur noch einen, als Wohnstandort genutzten Ortsteil der Stadt Freiberg. Mit Verlust der Bedeutung des Freiberger Silbererzes wurden bis zum Ende des 18. Jahrhunderts alle Schmelzhütten und ähnliche Gebäude, die mit dem Silberbergbau in Verbindung standen, geschlossen und zum größten Teil abgerissen. In Halsbach leben mehr als 300 Einwohner, zumeist in Eigenheimen. Halsbach ist heute vorwiegend ein Wander- und Waldgebiet.